# Коронація слова — 2014

Логотип конкурсу

Коронація слова 2014 — український літературний конкурс.
Прийом робіт на конкурс завершений 30 листопада 2013. Церемонія нагородження відбулася 5 червня 2014 в Центральному будинку офіцерів Збройних сил України у Києві.

## Переможці
Переможці відзначені в номінаціях «Романи», «Прозові твори для дітей», «Кіносценарії», «Кіносценарії для дітей», «П'єси», «П'єси для дітей», «Пісенна лірика», «Пісенна лірика для дітей».

### Головні відзнаки
| №                        | Відзнака   | Назва твору                               | Автор                   | Місто                              |
| ------------------------ | ---------- | ----------------------------------------- | ----------------------- | ---------------------------------- |
| Романи                   |            |                                           |                         |                                    |
| 1                        | I премія   | Вільний світ                              | Тетяна Белімова         | м. Київ                            |
| 2                        | II премія  | Привид безрукого ката                     | Андрій Процайло         | м. Львів                           |
| 3                        | III премія | Паничі                                    | Владислав Івченко       | м. Суми                            |
| 4                        | Диплом     | Коли сонце було стозрячим. Амулет волхва. | Оксана Радушинська      | м. Старокостянтинів                |
| Прозові твори для дітей  |            |                                           |                         |                                    |
| 1                        | I премія   | Вітри великого лугу                       | Олена Колінько          | м. Полтава                         |
| Кіносценарії             |            |                                           |                         |                                    |
| 1                        | I премія   | Легенда про Сковороду                     | Віра Мельник            | м. Київ                            |
| 2                        | II премія  | Егоїст повинен бути мертвим               | Олена Рубашевська       | м. Донецьк                         |
| 3                        | III премія | Спасена Марія                             | Іван-Вячеслав Сергієнко | м. Київ                            |
| Кіносценарії для дітей   |            |                                           |                         |                                    |
| 1                        | I премія   | Комарик                                   | Юрій Васюк              | м. Чернігів                        |
| П'єси                    |            |                                           |                         |                                    |
| 1                        | I премія   | Батяри, брати батяри!                     | Олексій Дроздовський    | м. Київ                            |
| 2                        | II премія  | Будинок милосердя                         | Оксана Смола            | м. Баштанка                        |
| 3                        | III премія | Гільйотина                                | Олесь Гриб              | м. Київ                            |
| П'єси для дітей          |            |                                           |                         |                                    |
| 1                        | I премія   | Казка про казку                           | Віктор Міроненко        | м. Рівне                           |
| Пісенна лірика           |            |                                           |                         |                                    |
| 1                        | I премія   | Київська осінь                            | Оксана Шеренгова        | м. Корсунь-Шевченківський          |
| 2                        | II премія  | Україна росте без мами                    | Вікторія Амеліна        | м. Львів                           |
| 3                        | III премія | Сліпий скрипаль                           | Валентин Пащенко        | м. Запоріжжя                       |
| 4                        | III премія | «+29»                                     | Дарина Гладун           | м. Хмельницький                    |
| 5                        | Дипломант  | Рідна потвора                             | Наталія Ліщинська       | м. Львів                           |
| 6                        | Дипломант  | Не вмію дихати без тебе                   | Марія Ткачівська        | м. Івано-Франківськ                |
| 7                        | Дипломант  | Ти мила, рідна і чужа                     | Омелян Мацьопа          | м. Бережани, Тернопільська область |
| Пісенна лірика для дітей |            |                                           |                         |                                    |
| 1                        | I премія   | Жаб'яча мова                              | Чайкіна Тамара          | м. Кременчук                       |

### Спеціальні відзнаки
| Номінація                | Назва спеціальної відзнаки                                                                    | Назва твору                                                                            | Автор                               | Місто                                 |
| ------------------------ | --------------------------------------------------------------------------------------------- | -------------------------------------------------------------------------------------- | ----------------------------------- | ------------------------------------- |
| Роман                    | Спеціальна премія від Андрія Кокотюхи «Золотий пістоль» за найкращий гостросюжетний твір      | Винаходи дантиста Мейнарда                                                             | Когтянц Костянтин                   | м. Дніпропетровськ                    |
| Роман                    | Спеціальна відзнака від фестивалю фантастики «Волкфон»                                        | Попіл                                                                                  | Корнейко Олександр                  | м. Київ, м. Луцьк                     |
| Роман                    | Спеціальна відзнака від фестивалю фантастики «Волкфон»                                        | Ті що прокинулися                                                                      | Круть Юлія                          | м. Київ                               |
| Роман                    | Спеціальна відзнака від фестивалю фантастики «Волкфон»                                        | Кілька років зими                                                                      | Терлецький Валентин                 | м. Запоріжжя                          |
| Роман                    | Спеціальна відзнака за психологічну глибину та розкриття міжособистісних стосунків            | Дерево, що росте в мені                                                                | Куява Жанна                         | м. Київ                               |
| Роман                    | Спеціальна відзнака за найкращий твір про кохання                                             | Коли прокинешся                                                                        | Деркачова Ольга                     | м. Івано-Франківськ                   |
| Роман                    | Спеціальна відзнака за вірність історико-патріотичній темі та її оригінальні художні втілення | «В Темнім Лузі, за Дунаєм…», «З Україною в серці, з шаблею в руці», «Нехай лихо спить» | Коцегуб Юрій                        | смт. Нові Санжари                     |
| Роман                    | Спеціальна відзнака «Вибір міського голови м. Львова»                                         | Тамплієри короля Данила                                                                | Лущик Петро                         | с. Сопошин, Львівська обл.            |
| Роман                    | Спеціальна відзнака за психологічну глибину та розкриття міжособистісних стосунків            | На чужих вітрах                                                                        | Яворська Ольга                      | м. Тур'є                              |
| Роман                    | Спеціальна відзнака від юридичної фірми «Гелон»                                               | Листи з того світу                                                                     | Бутинець Сергій                     | м. Червоноград                        |
| Роман                    | Спеціальна відзнака за найкращий твір про маму від порталу «Жінка-УКРАЇНКА»                   | Енна                                                                                   | Гуменюк Надія                       | м. Луцьк                              |
| Роман                    | Міжнародний вибір                                                                             | Великі Собачичі                                                                        | Мельник Тетяна                      | м. Бонн                               |
| Роман                    | Міжнародний вибір                                                                             | Вільні стосунки                                                                        | Левченко Віктор                     | м. Київ                               |
| Роман                    | Міжнародний вибір                                                                             | Поза межею досяжності                                                                  | Данильчук Людмила                   | м. Первомайськ, Миколаївська область  |
| Роман                    | Міжнародний вибір                                                                             | Поверни мене в Японію                                                                  | Іванцова Галина                     | м. Київ                               |
| Роман                    | Міжнародний вибір                                                                             | Привид минулого                                                                        | Ясіновська Наталія                  | м. Черкаси                            |
| Роман                    | Міжнародний вибір                                                                             | Вічність на продаж                                                                     | Бондаренко Тарас                    | м. Львів                              |
| Роман                    | Міжнародний вибір                                                                             | Ефемерія                                                                               | Олендій Леся                        | Ispra (Varese), Італія                |
| Роман                    | Міжнародний вибір                                                                             | Пробач Марцело!                                                                        | Андрусів Вікторія                   | м. Ужгород                            |
| Роман                    | Вибір видавця                                                                                 | Звичайник                                                                              | Мусіхіна Лілія                      | м. Тернопіль                          |
| Роман                    | Вибір видавця                                                                                 | Чорна дошка                                                                            | Наталія Доляк                       | м. Вінниця                            |
| Роман                    | Вибір видавця                                                                                 | Діти риб                                                                               | Євген Положій                       | м. Суми                               |
| Роман                    | Вибір видавця                                                                                 | Бидлоград                                                                              | Галетка Олег                        | м. Кривий Ріг                         |
| Роман                    | Вибір видавця                                                                                 | Факір                                                                                  | В'ячеслав Васильченко               | м. Київ                               |
| Роман                    | Вибір видавця                                                                                 | Розколоте небо                                                                         | Світлана Талан                      | м. Сєвєродонецьк, Луганська область   |
| Роман                    | Вибір видавця                                                                                 | Діти любові                                                                            | Бондарчук Ірина                     | м. Ірпінь                             |
| Твір для дітей           | Міжнародний вибір                                                                             | Початок                                                                                | Іванова Кристина                    | м. Київ                               |
| Твір для дітей           | Міжнародний вибір                                                                             | Невдаха                                                                                | Доломан Анна                        | м. Нікополь, Дніпропетровська область |
| Твір для дітей           | Міжнародний вибір                                                                             | «Бусько з капустою на порозі», «Уродини у Крокі»                                       | Надія Репета                        | Стокгольм, Швеція                     |
| Твір для дітей           | Вибір видавця                                                                                 | Перо ангела                                                                            | Ірина Хомин                         | м. Львів                              |
| Твір для дітей           | Вибір видавця                                                                                 | Читотинь                                                                               | Анна Багряна                        | м. Київ                               |
| Твір для дітей           | Вибір видавця                                                                                 | Самійло                                                                                | Яріш Ярослав                        | с. Ралівка                            |
| Твір для дітей           | Вибір видавця                                                                                 | Росли груші на вербі                                                                   | Кузьменко Дмитро                    | м. Житомир                            |
| Кіносценарій             | Спеціальна відзнака від компанії «b&h»                                                        | Брат                                                                                   | Іван Підгірний                      | Київська область, Макарівський район  |
| Кіносценарій             | Спеціальна відзнака від форуму видавців                                                       | Легенда про Сковороду                                                                  | Мельник Віра                        | м. Київ                               |
| Кіносценарій             | Спеціальна відзнака від фонду Терези Яценюк                                                   | Легенда про Сковороду                                                                  | Мельник Віра                        | м. Київ                               |
| Кіносценарій             | Вибір режисера                                                                                | Криївка № 9                                                                            | Райнюк Віталій                      | м. Рівне                              |
| Кіносценарій             | Вибір режисера                                                                                | Троянда вітрів                                                                         | Старченко Віталій, Тубальцева Надія | м. Дніпропетровськ                    |
| Кіносценарій             | Вибір режисера                                                                                | Тайфі                                                                                  | Завгородній Геннадій                | м. Дніпропетровськ                    |
| П'єса                    | Спеціальна відзнака «Віримо»                                                                  | Біда мине                                                                              | Бодикін Гарольд                     | м. Сімферополь                        |
| П'єса                    | Вибір режисера                                                                                | РОТ                                                                                    | Білан Михайло                       | с. Айкаван, АР Крим                   |
| Пісенна лірика           | Спецвідзнака за найкращий твір на військову тематику                                          | Лукавий Гетьман                                                                        | Монастирний Василь                  | м. Первомайськ                        |
| Пісенна лірика           | Спецвідзнака за найкращий твір на військову тематику                                          | Батько-отаман                                                                          | Мельничук Богдан                    | м. Тернопіль                          |
| Пісенна лірика           | Спеціальна відзнака за найкращий твір про маму                                                | Мати                                                                                   | Федоришин Ірина                     | м. Львів                              |
| Пісенна лірика           | Спеціальна відзнака від міжнародного поетичного фестивалю «Тера Поетіко»                      | Хабібійок                                                                              | Атанайя                             | м. Київ                               |
| Пісенна лірика           | Спеціальна відзнака від міжнародного поетичного фестивалю «Тера Поетіко»                      | Сон, Прага                                                                             | Вакуленко Володимир                 | м. Комарно, Львівська область         |
| Пісенна лірика           | Спеціальна відзнака                                                                           | Присвята Володимиру Івасюку                                                            | Спасиба Світлана                    | с. Германівка, Київська область       |
| Пісенна лірика для дітей | Спеціальна відзнака від Народного вокально-хореографічного ансамблю «Зернятко»                | Під крилом у казки                                                                     | Собалєвська Світлана                | м. Житомир                            |
| Пісенна лірика для дітей | Спеціальна відзнака від Народного вокально-хореографічного ансамблю «Зернятко»                | Домовик-Домовичок                                                                      | Сергій Сірий                        | м. Тернопіль                          |
| Пісенна лірика для дітей | Спеціальна відзнака за найкраще віршоване оповідання                                          | Зустріч у Лузі                                                                         | Марія Гуменюк                       | м. Тернопіль                          |
| Пісенна лірика для дітей | Спеціальна відзнака за найгумористичніший дитячий вірш                                        | Хто загубився                                                                          | Наталія Бонь                        | м. Золотоноша                         |
| Пісенна лірика для дітей | Спеціальна відзнака від web-порталу «Світ мам»                                                | Абетка доброти                                                                         | Марія Дяченко                       | м. Запоріжжя                          |
| Пісенна лірика для дітей | Спеціальна відзнака від голови всеукраїнської Громадської організації «Дитинство»             | Птаха Див                                                                              | Олег Чорногуз                       | м. Київ                               |